# Corrado I di Lussemburgo
Corrado I, conte di Lussemburgo (c.1040 – 8 agosto 1086), fu conte di Lussemburgo dal 1059, alla sua morte.

## Origine
Corrado secondo la Chronica Albrici Monachi Trium Fontium era figlio del Conte di Salm e di Longwy, poi conte di Lussemburgo e difensore dell'abbazia di San Massimino di Treviri e del monastero di San Willibrod di Echternach, Giselberto e della moglie, di cui non si conoscono né il nome né gli ascendenti e secondo alcuni storici era al suo secondo matrimonio; lo si potrebbe dedurre dal Mariani Scotti Chronicon, che citando i figli Corrado ed Ermanno, li considera fratelli uterini: il padre di Emanno non sarebbe Geselberto (Cuonradi fratrem Herimannum, Heinrici de Lacha fratris filium).
Giselberto era figlio del Conte di Moselgau e difensore delle abbazie di Stablo e Malmedy, Federico di Lussemburgo, come ci viene confermato dalla Histoire généalogique de la maison royale de Dreux (Paris), Luxembourg e della moglie di cui non si conosce il nome, che era figlia di Ermetrude, discendente dai Corradinidi, come ci viene confermato dalla Vita Adelheidis abbatissæ Vilicensis, conti e duchi della Franconia.

## Biografia
Suo padre, Giselberto morì nel 1059. John Allyne Gade, nel suo Luxembourg in the Middle Ages (non consultato), asserisce che Giselberto trovò la morte, in Italia, durante una rivolta.
Corrado gli succedette come Corrado I conte di Lussemburgo, mentre la contea di Salm andò al fratello, Ermanno, avvalorando la tesi di John Allyne Gade, che, Giselberto era divenuto conte di Salm per via del matrimonio e che Emanno fosse figlio di primo letto della moglie di Giselberto e madre di Corrado.
Nel 1081, dopo la morte di Rodolfo di Svevia che era stato eletto re di Germania (re dei Romani) in opposizione all'Imperatore, Enrico IV di Franconia, suo fratello Ermanno fu a sua volta eletto anti-re e contrapposto ad Enrico IV, ma secondo il Bernoldi Chronicon, Corrado I fu sempre sostenitore di Enrico IV (indefessus fautor Heinrici).
Corrado fu coinvolto in una disputa con l'arcivescovo di Treviri per l'abbazia di Saint-Maximin. Ancora John Allyne Gade asserisce che Corrado catturò l'arcivescovo, Erberto, e che, per questo fu scomunicato.
Corrado aveva fondato molte abbazie, tra cui:
- l'abbazia d'Orval nel 1070, con Arnolfo I, conte di Chiny.
- l'Abbazia di Altmünster  nel 1083, assieme alla moglie, Clemenza ed ai figli, come riconferma il documento n° XXXV citato dall'ecclesiastico e storico, belga, del XVII secolo, Aubertus Miraeus o Aubert le Mire (Bruxelles, 30 novembre 1573 - Anversa, 19 ottobre 1640), nel suo Opera diplomatica et historica, tomus I (non consultato)[8], confermato anche da La formation territoriale des principautés belges au moyen-âge (Brussels), Vol. II, che cita anche un altro documento il n° XXXVII, inerente ad un altro monastero, nel 1080[9].

Dopo aver fatto onorevole ammenda, sempre secondo John Allyne Gade, per poter cancellare la propria scomunica, dovette partire in pellegrinaggio per Gerusalemme. Morì in Italia durante il viaggio di ritorno. Questa notizia viene confermata anche dal Bernoldi Chronicon del 1086: il conte Corrado, fratello del re Ermanno (Chonradus comes, frater Heremanni regis), come si racconta (ut aiunt), riconciliatosi con la chiesa(reconciliatus aeclesiae), morì sulla via di Gerusalemme (in Ierosolimitano itinere obiit); anche la Histoire ecclésiastique et civile du duché de Luxembourg et comté ..., Volume 3 conferma che Corrado morì sulla via del ritorno da Gerusalemme e che i suoi domestici lo fecero imbalsamare, nel luogo in cui era morto, e dopo due anni la moglie ed i figli lo andarono prelevare e lo seppellirono nella grotta dell'abbazia d'Altmünster, dove è stata trovata una lastra di piombo che commemora Corrado e ne riporta la data della morte: 8 agosto 1086. Come conte di Lussemburgo gli succedette il figlio Enrico, come Enrico III, come conferma la lastra di piombo.

## Matrimonio e figli
Intorno al 1075 sposò Clemenza (1060 - 1142), che, sia secondo Le cartulaire de Marcigny-sur-Loire 1045-1144 (non consultato), sia secondo La comtesse Reine di Ad. Fabri era discendente dai conti di Poitiers e duchi 'Aquitania, figlia di Pierre-Guillaume VII, duca d'Aquitania e conte di Poitiers e della moglie, che, secondo il Chronicon sancti Maxentii Pictavensis, Chroniques des Eglises d'Anjou, era Ermesinda, di cui non si conoscono gli ascendenti (secondo lo storico francese), specializzato nella genealogia dei personaggi dell'Antichità e dell'Alto Medioevo, Christian Settipani era la figlia di Bernardo II, Conte de Bigorre e della sua prima moglie, Clémence); la Chronica Albrici Monachi Trium Fontium, quando cita la moglie di Corrado la chiama Ermesinda, contessa di Longwy e di Blieskastel; secondo lo storico Szabolcs de Vajay, la cronaca si riferisce probabilmente alla figlia, Ermesinda, signora di Longwy, che sposò Alberto conte di Dagsbourg.
Corrado da Clemenza ebbe sei o sette figli:
- Enrico († 1096), Conte di Lussemburgo[11]
- Corrado († 1090), citato in un documento del 1080 e nella lastra di piombo[11]
- Matilde (1070 † ?), sposò Goffredo (1075 † 1098), conte di Bleisgau, citata dalla Chronica Albrici Monachi Trium Fontium[15]
- Rodolfo († 1099), abate di Saint-Vannes aa Verdun, citato nella lastra di piombo[11]
- Adalberto († 1098), abate di Saint-Vannes aa Verdun, citato nella lastra di piombo[11]
- Ermesinda (1075 † 1143), citata dalla Chronica Albrici Monachi Trium Fontium[15], sposò
  1. nel 1096 Alberto II († 1098), conte di Egisheim e di Dagsbourg,
  2. nel 1101 Goffredo (1067 † 1139), conte di Namur. Furono i genitori di Enrico IV di Lussemburgo
- Guglielmo (1081 † 1131), Conte di Lussemburgo, citato dalla Chronica Albrici Monachi Trium Fontium[15].

## Ascendenza
|                           |   |                      | Genitori                |  |  | Nonni |  |  | Bisnonni                |  |  | Trisnonni          |  |
|                           |   |                      |                         |  |  |       |  |  | Sigfrido di Lussemburgo |  |  | Vigerico di Bidgau |  |
|                           |   |                      |                         |  |  |       |  |  | Sigfrido di Lussemburgo |  |  | Vigerico di Bidgau |  |
|                           |   | Cunegonda            |                         |  |  |       |  |  | Sigfrido di Lussemburgo |  |  |                    |  |
| Federico di Lussemburgo   |   |                      |                         |  |  |       |  |  | Sigfrido di Lussemburgo |  |  |                    |  |
|                           |   | Edvige di Nordgau    | Eberardo IV di Nordgau  |  |  |       |  |  |                         |  |  |                    |  |
|                           |   | Edvige di Nordgau    | Eberardo IV di Nordgau  |  |  |       |  |  |                         |  |  |                    |  |
|                           |   | Edvige di Nordgau    | Luitgarda di Lotaringia |  |  |       |  |  |                         |  |  |                    |  |
| Giselberto di Lussemburgo |   | Edvige di Nordgau    |                         |  |  |       |  |  |                         |  |  |                    |  |
|                           |   | Eriberto di Wetterau | Odo di Wetterau         |  |  |       |  |  |                         |  |  |                    |  |
|                           |   | Eriberto di Wetterau | Odo di Wetterau         |  |  |       |  |  |                         |  |  |                    |  |
|                           |   | Eriberto di Wetterau | Cunigonda di Vermandois |  |  |       |  |  |                         |  |  |                    |  |
| Ermetrude di Wetterau     |   | Eriberto di Wetterau |                         |  |  |       |  |  |                         |  |  |                    |  |
|                           |   | …                    | …                       |  |  |       |  |  |                         |  |  |                    |  |
|                           |   | …                    | …                       |  |  |       |  |  |                         |  |  |                    |  |
|                           |   | …                    | …                       |  |  |       |  |  |                         |  |  |                    |  |
| Corrado I di Lussemburgo  |   | …                    |                         |  |  |       |  |  |                         |  |  |                    |  |
|                           | … | …                    |                         |  |  |       |  |  |                         |  |  |                    |  |
|                           | … | …                    |                         |  |  |       |  |  |                         |  |  |                    |  |
|                           | … | …                    |                         |  |  |       |  |  |                         |  |  |                    |  |
| …                         | … |                      |                         |  |  |       |  |  |                         |  |  |                    |  |
|                           |   | …                    | …                       |  |  |       |  |  |                         |  |  |                    |  |
|                           |   | …                    | …                       |  |  |       |  |  |                         |  |  |                    |  |
|                           |   | …                    | …                       |  |  |       |  |  |                         |  |  |                    |  |
| …                         |   | …                    |                         |  |  |       |  |  |                         |  |  |                    |  |
|                           |   | …                    | …                       |  |  |       |  |  |                         |  |  |                    |  |
|                           |   | …                    | …                       |  |  |       |  |  |                         |  |  |                    |  |
|                           |   | …                    | …                       |  |  |       |  |  |                         |  |  |                    |  |
| …                         |   | …                    |                         |  |  |       |  |  |                         |  |  |                    |  |
|                           |   | …                    | …                       |  |  |       |  |  |                         |  |  |                    |  |
|                           |   | …                    | …                       |  |  |       |  |  |                         |  |  |                    |  |
|                           |   | …                    | …                       |  |  |       |  |  |                         |  |  |                    |  |
|                           |   | …                    |                         |  |  |       |  |  |                         |  |  |                    |  |

### Fonti primarie
- (LA)  Monumenta Germaniae Historica, Scriptores, tomus V.
- (LA)  Monumenta Germaniae Historica, Scriptores, tomus X.
- (LA)  Monumenta Germaniae Historica, Scriptores, tomus XXIII.
- (LA)  Mittelrheinisches Urkundenbuch, I.
- (LA)  Chroniques des Eglises d´Anjou.

### Letteratura storiografica
- Z.N. Brooke, La Germania sotto Enrico IV e Enrico V, in «Storia del mondo medievale», vol. IV, 1999, pp. 422–482
- (FR)  Histoire généalogique de la maison royale de Dreux (Paris), Luxembourg.
- (FR)  Fabri ´La comtesse Reine´.
- (FR)  Histoire ecclésiastique et civile du duché de Luxembourg et comté ..., Volume 3.